# Виконт Мейо
Виконт Мэйо (ирл. Víosa na Mhaigh Eo) — дворянский титул, который дважды создавался в системе Пэрства Ирландии, оба раза для членов семьи Бург (Бурк, Бёрк). Первая креация была создана в 1627 году в пользу Тибота на Лонг Бурка, также известного как Теобальд Бурк. Он был сыном сэра Ричарда Бурка, 18-го лорда Мак-Уильяма Иохтар (Нижний Мак-Уильям) (? — 1583), и Грейс О’Мэлли (1530—1603). Его старший сын и преемник, Майлз, 2-й виконт Мейо, получил титул баронета Новой Шотландии.
Его сын Теобальд, 3-й виконт Мейо, также получил титул баронета в Баронете Новой Шотландии около 1638 года (хотя записей об этой креации не сохранилось). 3-й виконт Мейо был казнен в 1652 году после того, как Высокий суд Кромвеля в Коннахте признал его виновным в убийстве. Убийства 1642 года стали известны как «резня в Шруле», но, похоже, лорд Мейо сделал все возможное, чтобы их предотвратить.
Дочь 3-го виконта Мод вышла замуж за полковника Джона Брауна, предка маркизов Слайго.
После смерти 8-го виконта Мейо в 1767 году титул стал бездействующим или исчез . Ирландский историк Энн Чемберс считает, что законное право сохраняется, но следующий истец не может позволить себе судебные издержки, связанные с подачей петиции в Палату лордов Ирландии.
Титул был воссоздан для очень дальнего родственника Джона Бурка, 1-го барона Нейса, в 1781 году. Впоследствии в 1785 году ему был присвоен титул графа Мейо.

## Виконты Мейо, Первая креация (1627)
- Тиббот на Лонг Бурк, 1-й виконт Мейо (? — 18 июня 1629)
- Майлз Бурк, 2-й виконт Мейо (? — 1649), старший сын предыдущего
- Теобальд Бурк, 3-й виконт Мейо (? — 15 января 1652/1653), сын предыдущего
- Теобальд Бурк, 4-й виконт Мейо (? — 5 июня 1676), старший сын предыдущего
- Майлз Бурк, 5-й виконт Мейо (? — март 1681), младший брат предыдущего
- Теобальд Бурк, 6-й виконт Мейо (6 января 1681 — 25 июня 1741), сын предыдущего
- Теобальд Бурк, 7-й виконт Мейо (ок. 1707 — 7 января 1742), старший сын предыдущего
- Джон Бурк, 8-й виконт Мейо (? — 12 января 1767)[5], младший брат предыдущего.
  - Достопочтенный Эйлмер Бурк (17 ноября 1743 — 21 июля 1748), сын предыдущего.

## Виконты Мейо, Вторая креация (1781)
- См. Граф Мейо